# Geir Ivarsøy
Geir Ivarsøy (1957. június 27. – 2006. március 9.) az Opera Software vezető programozója és egyik alapítója.
Geir Ivarsøy és Jon Stephenson von Tetzchner egy fejlesztési csoport tagjai voltak a norvég Telenor telefontársaságnál, ahol többek között a Multitorg Opera nevű böngészőt fejlesztették. A Telenor később feladta a projektet, de Geir és Jon 1995-ben megszerezte a szoftver jogait, megalapították saját vállalatukat, és tovább folytatták a böngésző fejlesztését, saját céget alapítva.
Azóta az általuk fejlesztett Opera böngésző komoly népszerűségre tett szert. Az Opera Software már több mint 280 embert alkalmaz, és jelen van az oslói tőzsdén is.
Geir 2006 márciusában, hosszú küzdelem után, rákban hunyt el. Az Opera böngésző 9-es verzióját a szoftver névjegye alapján az ő emlékének szentelték.